# Roberto Leschio
Roberto Leschio (Cagliari, 10 ottobre 1954) è un ex calciatore italiano, di ruolo centrocampista.

## Carriera

### Giocatore
Cresciuto calcisticamente nel Cagliari, esordisce in Serie A con i rossoblu il 9 marzo 1975 in occasione del pareggio esterno con la Sampdoria.
Nella stagione 1975-1976, con la formazione sarda ormai retrocessa, va a segno nelle ultime tre partite di campionato, contro Torino (destinato a vincere lo scudetto), Fiorentina e Milan, contribuendo al successo a San Siro contro i rossoneri.
Nell'annata successiva resta nella rosa del Cagliari non scendendo mai in campo in incontri di campionato.
Dopo alcuni anni nelle serie inferiori, disputa due incontri col Pescara nel campionato di Serie B 1981-1982.